# Polystichum silviamontanum
Polystichum silviamontanum är en träjonväxtart som beskrevs av Miyarn. och T. Nakain. Polystichum silviamontanum ingår i släktet Polystichum och familjen Dryopteridaceae. Inga underarter finns listade.